# Función sintáctica
Se denomina función sintáctica al efecto causado por una palabra, morfema o constituyente sintáctico dentro de la construcción sintáctica que la incluye. Todas las relaciones de combinación o relaciones sintagmáticas que una palabra mantiene con las demás vocales de un contexto.
Las funciones sintácticas más simples son las de sujeto y de predicado. El sujeto es el tema, asunto o soporte del que se habla. El predicado es lo que se dice, predica, comenta o aporta acerca de ese sujeto. Ejemplo: Pedro (función sintáctica sujeto) come frutas y verduras (función sintáctica predicado). Las funciones sintácticas –en el lenguaje– están desempeñadas por distintas clases de palabras: el sustantivo Pedro en el caso del sujeto anterior; el verbo comer en el caso del predicado anterior.
Si se especifica algo con respecto al sujeto, por ejemplo: Pedro el joven, esa especificación ejerce la función de modificador.
Las funciones sintácticas ligan las palabras entre sí en el eje sintagmático o combinatorio de la expresión, frente al eje paradigmático o sustitutorio de esta. Muchas veces están marcadas por determinados morfemas que sirven para establecer relaciones de concordancia.